# Марково (Крым)
Ма́рково (до 1948 года Шаку́л; укр. Маркове, крымскотат. Mamat Şaqul, Мамат Шакъул) — село в Советском районе Республики Крым, входит в состав Краснофлотского сельского поселения (согласно административно-территориальному делению Украины — Краснофлотского сельского совета Автономной Республики Крым).

## Население
| 2001 | 2014 |
| ---- | ---- |
| 446  | ↘428 |

Всеукраинская перепись 2001 года показала следующее распределение по носителям языка
| Язык             | Процент |
| ---------------- | ------- |
| крымскотатарский | 53.36   |
| русский          | 34.75   |
| молдавский       | 5.83    |
| украинский       | 4.71    |
| другие           | 0.22    |

### Динамика численности
| - 1805 год — 181 чел. - 1864 год — 12 чел. - 1889 год — 49 чел. - 1892 год — 135 чел. - 1926 год — 48 чел. | - 1939 год — 91 чел. - 1989 год — 387 чел. - 2001 год — 446 чел. - 2009 год — 448 чел. - 2014 год — 428 чел. |

## Современное состояние
На 2017 год в Марково числится 5 улиц; на 2009 год, по данным сельсовета, село занимало площадь 81 гектар на которой, в 110 дворах, проживало 448 человек. В селе действуют сельский клуб, фельдшерско-акушерский пункт, магазин. Марково связано автобусным сообщением с райцентром, Симферополем, городами Крыма и соседними населёнными пунктами.

## География
Марково — село на востоке района, в степном Крыму, у границы с Кировским районом. Состоит из двух частей, расположенных в полукилометре одна от другой на разных берегах реки Мокрый Индол, высота центра села над уровнем моря — 25 м. Ближайшие сёла — Краснофлотское в 4 км на юг, Новосёловка в 3 км на северо-запад и Шахтино в 2,5 км на восток. Райцентр Советский — примерно в 10 километрах (по шоссе), там же ближайшая железнодорожная станция — Краснофлотская (на линии Джанкой — Феодосия). Транспортное сообщение осуществляется по региональной автодороге 35Н-582 Советский — Старый Крым (по украинской классификации — С-0-11425).

## История
Первое документальное упоминание села встречается в Камеральном Описании Крыма… 1784 года, судя по которому, в последний период Крымского ханства Чикель входил в Ширинский кадылык Кефинскаго каймаканства. После присоединения Крыма к России (8) 19 апреля 1783 года, (8) 19 февраля 1784 года, именным указом Екатерины II сенату, на территории бывшего Крымского Ханства была образована Таврическая область и деревня была приписана к Левкопольскому, а после ликвидации в 1787 году Левкопольского — к Феодосийскому уезду Таврической области. После Павловских реформ, с 1796 по 1802 год, входила в Акмечетский уезд Новороссийской губернии. По новому административному делению, после создания 8 (20) октября 1802 года Таврической губернии, Шакул был включён в состав Байрачской волости Феодосийского уезда.
По Ведомости о числе селении, названиях оных, в них дворов… состоящих в Феодосийском уезде от 14 октября 1805 года , в деревне Шакул числилось 20 дворов и 181 житель крымский татарин. На военно-топографической карте генерал-майора Мухина 1817 года деревня Шокул обозначена с 30 дворами. После реформы волостного деления 1829 года Шокул, согласно «Ведомости о казённых волостях Таврической губернии 1829 года», отнесли к Учкуйской волости (переименованной из Байрачской). На карте 1836 года в деревне так же 20 дворов, как и на карте 1842 года.
В 1860-х годах, после земской реформы Александра II, деревню приписали к Шейих-Монахской волости.
Согласно «Памятной книжке Таврической губернии за 1867 год», деревня Шакил была покинута жителями в 1860—1864 годах, в результате эмиграции крымских татар, особенно массовой после Крымской войны 1853—1856 годов, в Турцию и оставалась в развалинах. Согласно «Списку населённых мест Таврической губернии по сведениям 1864 года», составленному по результатам VIII ревизии 1864 года, Эльгеры-Шакул — владельческая деревня немецких колонистов с 3 дворами и 12 жителями при речке Мокром Эндоле (более упоминаний о немецком населении в доступных источниках не встречается). На трёхверстовой карте Шуберта 1865 года Шакул — довольно крупное селение с мечетью, а на ней же, но с корректурой 1876 года обозначен хутор Шакул с 7 дворами. По «Памятной книге Таврической губернии 1889 года», по результатам Х ревизии 1887 года, вместе в двух деревнях Уч-Кую и Шакул числилось 8 дворов и 49 жителей. По «…Памятной книжке Таврической губернии на 1892 год» в безземельной деревне Шакил, не входившей ни в одно сельское общество, было 135 жителей, у которых домохозяйств не числилось. В дальнейшем в доступных источниках до 1920-х годов не встречается.
После установления в Крыму Советской власти, по постановлению Крымревкома № 206 «Об изменении административных границ» от 8 января 1921 года была упразднена волостная система и село вошло в состав Ичкинского района Феодосийского уезда, а в 1922 году уезды получили название округов. 11 октября 1923 года, согласно постановлению ВЦИК, в административное деление Крымской АССР были внесены изменения, в результате которых округа были отменены, Ичкинский район упразднили, включив в состав Феодосийского в состав которого включили и село. Согласно Списку населённых пунктов Крымской АССР по Всесоюзной переписи 17 декабря 1926 года, в хуторе Шакул, Ак-Кобекского сельсовета Феодосийского района, числилось 10 дворов, все крестьянские, население составляло 48 человек, все русские. Постановлением ВЦИК «О реорганизации сети районов Крымской АССР» от 30 октября 1930 года Феодосийский район был упразднён и был создан Сейтлерский район (по другим сведениям 15 сентября 1931 года), а с образованием в 1935 году Ичкинского — в состав нового района. По данным всесоюзной переписи населения 1939 года в селе проживало 91 человек.
В 1944 году, после освобождения Крыма от фашистов, 12 августа 1944 года было принято постановление № ГОКО-6372с «О переселении колхозников в районы Крыма» и в сентябре 1944 года в район приехали первые новоселы (180 семей) из Тамбовской области, а в начале 1950-х годов последовала вторая волна переселенцев из различных областей Украины. С 25 июня 1946 года Шакул в составе Крымской области РСФСР. Указом Президиума Верховного Совета РСФСР от 18 мая 1948 года, Шакул переименовали в Марково. 26 апреля 1954 года Крымская область была передана из состава РСФСР в состав УССР. Время включения в Краснофлотский сельсовет пока не установлено: на 15 июня 1960 года село уже числилось в его составе. Указом Президиума Верховного Совета УССР «Об укрупнении сельских районов Крымской области», от 30 декабря 1962 года Советский район был упразднён и село присоединили к Нижнегорскому. 8 декабря 1966 года Советский район был восстановлен и село вновь включили в его состав. К 1968 году к селу присоединили Петропавловку (согласно справочнику «Крымская область. Административно-территориальное деление на 1 января 1968 года» — в период с 1954 по 1968 годы). По данным переписи 1989 года в селе проживало 387 человек. С 12 февраля 1991 года село в восстановленной Крымской АССР, 26 февраля 1992 года переименованной в Автономную Республику Крым. С 21 марта 2014 года в составе Крыма аннексировано Россией.